# Electric Relaxation
Electric Relaxation (Relaxamento Elétrico em inglês) foi o segundo single de A Tribe Called Quest por seu terceiro álbum Midnight Marauders. Ele contém um sample de "Mystic Brew", de Ronnie Foster. A batida é notável por ser um loop de Três Barras, incomum na música hip hop. Juntamente com "Lyrics to Go" no mesmo álbum, este foi um dos primeiros exemplos de um loop.

## Aparições
A canção foi usada como tema do seriado The Wayans Bros. Também foi apresentado em um episódio de Scrubs. A canção ficou em # 53 no Top 100 About.com Rap Songs.

## Desempenho nas paradas
| Parada musical (1994)                   | Melhor Posição |
| --------------------------------------- | -------------- |
| U.S. Billboard Hot 100                  | 65             |
| U.S. Hot Dance Music/Maxi-Singles Sales | 2              |
| U.S. Hot R&B/Hip-Hop Singles & Tracks   | 38             |
| U.S. Hot Rap Singles                    | 13             |